# El Tiempo (Piura)
El Tiempo fue un diario peruano fundado en 1916 en la ciudad de Piura. Junto con El Comercio, El Peruano y La Industria de Trujillo, fue uno de los periódicos más antiguos en circulación continua del país.
El diario cesó su edición impresa el 14 de enero de 2024, tras 108 años de actividad. Desde entonces, mantiene su presencia mediante una plataforma digital.

## Historia
Fue fundado el 9 de enero de 1916 por el médico y periodista Luis Carranza, durante el segundo gobierno de José Pardo y Barreda. Inicialmente, fue redactado por Eduardo López y administrado por Héctor Salazar. Su primera sede estuvo ubicada en la esquina de las calles Libertad y Huancavelica, frente a la Plaza de Armas de Piura.
En su primer editorial, Carranza declaró que el propósito del diario era ofrecer información «imparcial y verídica». Su primera edición alcanzó una tirada de 1500 ejemplares y empleaba un formato tabloide. Contaba con servicio cablegráfico que le permitía acceder a noticias internacionales, especialmente relacionadas con la Primera Guerra Mundial.
Tras la muerte de Carranza en 1929, la propiedad del periódico fue adquirida por el escritor y periodista Federico Helguero Seminario, quien asumió la dirección. Desde entonces, el diario pasó a ser una empresa de gestión familiar. En 1945, la empresa fue formalizada como Tipografía y Diario El Tiempo S. A.
Durante gran parte del siglo xx, el periódico tuvo presencia regional en los departamentos de Piura, Tumbes, Lambayeque y parte de Cajamarca. Su sede y planta de impresión permanecieron en Piura.

## Edición digital
Lanzó su versión digital el 15 de agosto de 1997, convirtiéndose en uno de los primeros diarios regionales del Perú en contar con presencia en internet. A partir de 2017, se fortaleció su equipo de redacción digital para producir contenido exclusivo para su sitio web y redes sociales. Durante las inundaciones de marzo de 2017, el sitio web registró un incremento significativo de visitas.
En años posteriores, el diario adoptó estrategias de posicionamiento web y reestructuró su área digital, que pasó a ser autosostenible hacia fines de 2022. También se implementaron cambios editoriales y se lanzó el sitio web de su medio asociado, La Hora.
Desde el 1 de julio de 2020, ofrece un sistema de suscripción digital, con modalidades que incluyen acceso exclusivo al contenido web y, cuando aún estaba disponible, combinaciones con la versión impresa.